# Tony Vaughan
Tony Vaughan (ur. 11 października 1975) – piłkarz angielski występujący na pozycji obrońcy lub pomocnika.